# 秋元知朝
秋元 知朝（あきもと ちかとも）は、江戸時代中期の出羽国山形藩の世嗣。官位は従五位下・伊賀守。

## 略歴
2代藩主・秋元永朝の四男として誕生した。正室は浅野重晟の娘。
兄・修朝が早世したため、寛政5年（1793年）に嫡男となる。11代将軍・徳川家斉に御目見し叙任されたが、家督相続前の寛政12年（1800年）に早世した。
代わって弟の久朝が嫡男となった。